# شريفة لويد
شريفة لويد (بالإنجليزية: Shereefa Lloyd) هو عداء مسافات قصيرة جامايكي ولد في 2 سبتمبر 1982 في كلارينتون بارك في جامايكا، اختصت في سباقات 400 متر، أبرز إنجازاتها هو فوزها مع الفريق الجامايكي بالميدالية البرونزية في سباق 4×400 متر في دورة الألعاب الأولمبية الصيفية 2008 في بكين والألعاب الأولمبية الصيفية 2012 في لندن، كما فازت بالميدالية الفضية في بطولة العالم لألعاب القوى 2007 في أوساكا وبطولة العالم لألعاب القوى 2009 في برلين.

## روابط خارجية
- شريفة لويد على موقع الاتحاد الدولي لألعاب القوى (الإنجليزية)
- شريفة لويد على موقع الدوري الماسي (الإنجليزية)
- شريفة لويد على موقع اللجنة الأولمبية الدولية (الإنجليزية)
- شريفة لويد على موقع أوليمبيديا (الإنجليزية)